# Język skolt
Język skolt (lapoński skolt, kolta, koltta, „lapp”, lopar, „rosyjski lapp”) − jeden ze wschodnich języków lapońskich, używany przez około 400-osobową grupę Skoltów żyjącą w Finlandii, na północny zachód od terenów inari i przez kilkanaście osób w Rosji. W Rosji wyróżniono dwa dialekty – notozer i yokan.
Jest silnie zagrożony wymarciem, lecz podejmuje się próby rewitalizacji. W Norwegii wyszedł z użycia.
Język młodszego pokolenia wykazuje silne wpływy języka fińskiego.
W latach 70. XX w. stworzono język literacki, a w dalszym okresie powstały słowniki i materiały dydaktyczne poświęcone temu językowi.